# في انتظار غودو
في انتظار غودو (بالإنجليزية: Waiting for Godot) (بالفرنسية: En attendant Godot) مسرحية كتبها الكاتب الإيرلندي صمويل بيكيت. تدور أحداث المسرحية حول رجلين يدعيان «فلاديمير» «واستراغون» ينتظران شخصًا يدعى «غودو» لا يصل أبداً. وفي أثناء انتظارهما، ينخرطان في مجموعة متنوعة من المحاورات ويقابلان ثلاث شخصيات أخرى. في انتظار غودو، هي ترجمة بيكيت لمسرحيته الأصلية باللغة الفرنسية، وهي مترجمة «بالإنجليزية فقط» «ملهاة مأساوية من فصلين»، ألّف النسخة الفرنسية الأصلية ما بين 9 أكتوبر 1948 و29 يناير 1949 وكان افتتاح أول عرض في 5 يناير 1953 في مسرح بابلون من إخراج روجر بلين بباريس. عُرضت النسخة الإنجليزية لأول مرة في لندن عام 1955. في استطلاع للرأي، أجراه المسرح الوطني الملكي البريطاني عام 1990، جرى التصويت على أنها أهم مسرحية في القرن العشرين باللغة الإنجليزية.

## ملخص الحبكَة

### الفصل الأول
تُفتَتَح المسرحية على مشهد خارجي لشخصين رَثَّي الهَيئَة، الفلسفي فلاديمير وإستراجون المرهق، الذي لا يمكنه خلع حذائه من قدميه المؤلمتين في الوقت الحالي، وأخيراً يغمغم، «لا مجال لفعل شيء».  يستغرق فلاديمير في التفكير بشكل متعالٍ، بينما يتذكر إستراجون بشكل غامض أنه تعرض للضرب في الليلة السابقة. أخيرًا، يُخرجُ حذاءه، بينما يتجول قرينهَ ويتشاجر بلا فائدة. عندما يقرر إستراجون فجأة المغادرة، يُذَكرهُ فلاديمير، بأنه يجب عليهم البقاء وانتظار شخص غير محدد يسمى غودو، وهو جزء من الحوار الذي يتكرر كثيرًا. لسوء الحظ، لا يمكن للقرينين أن يتفقا على المكان والزمان المتوقع أن يلتقيا به بجودو.
إنهم يعرفون فقط أن عليهم الانتظار عند الشجرة، وهناك بالفعل شجرة مُجردةٌ من الأوراق قريبة منهم. في النهاية، يغفو إستراجون ويُوقظُهُ فلاديمير ولكنه بعد ذلك، يوقفه قبل أن يتمكن من مشاركة أحلامه «نشاط آخر متجددٌ بين الرجلين». يريد إستراجون سماع نكتة قديمة، لا يستطيع فلاديمير إنهاءها دون الذهاب للتبول، حيث أنه في كل مرة يبدأ في الضحك، يتفاقم لديه مرض الكلى بشكل حاد.
عند عودة فلاديمير، يقترح إستراجون المرهق على نحو متزايد، أن يشنقا نفسيهما لكنهما يتخليان عن الفكرة عندما يبدو التخطيط والتنفيذ غير ناجحين. ثم يفكران بالمكافآت المحتملة للاستمرار في انتظارهم لجودو، لكن لا يمكنهم التوصل إلى استنتاجات قاطعة. عندما يُفصحُ إستراجون عن جوعه، يوفر فلاديمير جزرة «من بين مجموعة من اللفت»، يقضمها إستراجون على نحو مهمل، ويكرر بصوت عالٍ ضجره.
«ضجة رهيبة»، دَلَّت على قُرب دخول لاكي، وهو عبدٌ أخرس مثقل بالأمتعة مربوط بحبل حول رقبته، وبوزو، سيده المتغطرس والمتعصب، الذي يحمل الطرف الآخر ويتوقف للراحة الآن. يُعلنُ بوزو أوامر تعسفية لـ لوكي، والتي يتبعها دائمًا بشكل تام، بينما يتصرف بتهذيب متشدد تجاه الاثنين الآخرين. يستمتع بوزو بوجبة خفيفة من الدجاج والنبيذ، قبل سكب العظام على الأرض، التي يجمعها أستراجون بسعادة. بعد أن كان في حالة صمت مذهل منذ وصول بوزو ولوكي، يصرخ فلاديمير أخيرًا بالانتقادات في وجه بوزو بسبب سوء معاملته لـ لوكي. يتجاهل بوزو هذا ويشرح نيته ببيع لاكي، الذي يبدأ في البكاء.
يشفق إستراجون على لاكي ويحاول أن يمسح دموعه ولكن، بينما يقترب منه، يركله لاكي بعنف في ساقه. بعد ذلك، يرجع ببوزو الحنين إلى الماضي ولكن بشكل مبهم حول علاقته مع لاكي على مر السنين، قبل عرض فلاديمير وإستراجون تعويضات على صحبتهما. يبدأ إستراجون بطلب للحصول على المال. حينما يقترح بوزو أنه يمكن للاكي بدلًا من ذلك، «الرقص» و«التفكير» لأجل تسليتهما. تكون رقصة لاكي «الشبكة»، غير متقنة وملخبطة. ويكون «تفكير» لاكي مونولوجًا طويلًا ومفككًا، إنها المرة الأولى والوحيدة التي يتحدث فيها لاكي. يبدأ المونولوج متماسكًا نسبيًا وكمحاضرات أكاديمية عن الإلهيات، لكنه سرعان ما يتحول ويذوب في الإسهاب على غفلة، يتصاعد من حيث الحجم والسرعة، ما يؤلم الآخرين، حتى يسحب فلاديمير أخيراً قبعة لاكي، ويوقفه في منتصف الجملة.
بعد ذلك يقوم بوزو بحزم أمتعة لاكي، ويغادرون على عجل. يكون فلاديمير وإستراجون وحدهما مرة أخرى، يفكران فيما إذا كانا قد التقيا بوزو ولاكي من قبل. ثم يصل صبي، يزعم أنه رسول أرسله غودو ليخبر الرفيقين أنه لن يأتي في ذلك المساء «ولكن بالتأكيد غدًا». في أثناء استجواب فلاديمير للصبي، يسأل عما إذا كان قد جاء في اليوم السابق، ما يجعل من الواضح أن الرجلين كانا ينتظران لفترة طويلة ومن المرجح أن يستمرا في الانتظار. بعد أن يغادر الصبي، يظهر القمر، ويوافق الرجلان شفهياً على المغادرة والعثور على مأوى ليلاً، لكنهما يقفان فقط دون تحرك.

### الفصل الثاني
يحين الوقت مرة أخرى ويبدأ فلاديمير في غناء أغنية عودية قصيرة حول وفاة كلب، ولكن ينسى كلمات الأغنية مرتين وهو يغني. مرة أخرى، يدعي إستراجون أنه تعرض للضرب الليلة الماضية، بالرغم من عدم وجود أي إصابة واضحة. يعلق فلاديمير على أن الشجرة الخالية من الأوراق سابقًا لديها الآن أوراق ويحاول تأكيد ذكرياته بالأمس ضد ذاكرة إستراجون الملتبسة للغاية والتي لا يمكن الاعتماد عليها.
ثم يعرض فلاديمير منتصراً دليلاً على أحداث اليوم السابق من خلال إظهار إستراجون للجرح جراء ركل لاكي. يلاحظان قدما إستراجون العاريتين، ويكتشفان أيضًا أحذية مهملة سابقًا في مكان قريب، والذي يصر إستراجون على أنها ليست له، على الرغم من أنها تناسب قدمه تمامًا.
مع عدم وجود الجزر، يرفض فلاديمير عرض إستراجون من اللفت أو الفجل. يغني لإستراجون بعدها من أجل النوم مع تهويدة قبل أن يلاحظ مزيدًا من الأدلة ليتأكد ذكرياته، قبعة لاكي لا تزال على الأرض. يؤدي هذا إلى إيقاظ إستراجون وإشراكه في مشهد مبادلة القبعة المُتَوَتّر. ينتظر الاثنان غودو مرة أخرى، في أثناء إلهاء أنفسهما عن طريق تقليدهما الهزلي لبوزو ولاكي، إطلاق إهانات على بعضهما البعض ومن ثم الإكمال، ومحاولة بعض من روتينيات اللياقة البدنية والتي سرعان ما تفشل فشلًا ذريعًا وتنتهي بسرعة.
فجأة، يظهر بوزو ولاكي مرة أخرى، ولكن يكون الحبل أقصر بكثير مما كان عليه خلال زيارتهما الأخيرة ويقود لاكي بوزو حينها، بدلاً من أن يسيطر عليه. بمجرد وصولهما، يتعثر بوزو فوق لاكي ويقعا معاً في كومةٍ ساكنين بلا حراك. يرى إستراجون فرصة مناسبة للانتقام من لاكي لركله في وقت سابق. تتم مناقشة هذه القضية لفترة طويلة حتى يصدم بوزو القرينين بالكشف عن أنه ضعيف البصر وأن لاكي أصبح الآن أبكم.
يزعم بوزو أيضًا أنه فقد كل إحساس بالوقت، ويؤكد للآخرين أنه لا يمكنه أن يتذكر أنه قابلهم من قبل، لكنه لا يتوقع أيضًا تذكر أحداث اليوم في الغد. يبدو أن غطرسته القيادية من الأمس قد حل محلها التواضع والفطنة. تكون كلمات فراقه التي يتوسع فيها فلاديمير لاحقًا كلمات يأس مطلق. ينصرف لاكي وبوزو. في غضون ذلك، يغط إستراجون مرة أخرى في النوم.
بمفرده، يواجه فلاديمير «على ما يبدو» نفس الصبي في الأمس، على الرغم من أن فلاديمير يتساءل عما إذا كان شقيق الصبي الآخر. هذه المرة، يبدأ فلاديمير في الإدراك بوعي الرسالة الطبيعة لتجاربه حتى أنه يتنبأ بالضبط بما سيقوله الصبي، والذي يتضمن نفس الكلام عن أن غودو لن يصل اليوم ولكن بالتأكيد غدًا. يبدو أن فلاديمير يصل إلى لحظة من الإلهام قبل أن يطارد الصبي بعيداً بغضب، مطالباً بالاعتراف به في المرة القادمة التي يلتقيان فيها. يستيقظ إستراجون ويسحب حذاءه مرة أخرى. يفكر هو وفلاديمير في تعليق أنفسهما مرة أخرى، ولكن عندما يختبران قوة حزام إستراجون «على أمل استخدامه كعقدة حبل المشنقة»، ينقطع ويسقط بنطال إستراجون. ويقرران إحضار قطعة حبل أكثر ملاءمة في اليوم التالي، وإذا فشل غودو في الوصول، سينفذان الانتحار أخيرًا مرة أخرى، يقرران الانصراف في الليل، ولكن مرة أخرى، لا يتحركان.

## الشخصيات
امتنع بيكيت عن توضيح الشخصيات بما يتجاوز ما كتبه في المسرحية. ذكر ذات مرة أنه عندما أراد السير رالف ريتشاردسون «معلومات عن منزل بوزو وسيرته الذاتية، بدا أنه جعل هذه المعلومات الصريحة وما يشبهها شرطًا لتنازله عن توضيح جزء من فلاديمير. قلت له إن كل ما أعرفه عن بوزو هو في النص، ولو كنت أعرف أكثر لوضعته في النص، وذلك ينطبق أيضًا على الشخصيات الأخرى».

### فلاديمير وإستراجون
عندما بدأ بيكيت الكتابة لم يكن لديه تخيل مثير للصورة الذهنية لفلاديمير وإستراجون. لم يُشَر إليهما أبداً في النص على أنهما متشردان، على الرغم من أنه غالبًا ما أشير إلى ذلك  بالأزياء على المسرح. يقترح روجر بلين «سَمعَ بيكيت أصواتهم، لكنه لم يستطع وصف شخصياته لي». قال «الشيء الوحيد الذي أنا متأكد منه هو أنهم يرتدون الأُرصُوصة». كانت قبعة الرامي بالطبع مناسبة للذكور في العديد من السياقات الاجتماعية عندما كان بيكيت ينشأ في فوكسروك، وكان «والده» يرتدي عادة واحدة. وقال إن المسرحية تشير إلى أن الملابس التي كان يرتديها إستراجون تُعد مهترئة. عندما أُخبره فلاديمير أنه كان يجب أن يكون شاعرًا، أجاب إستراجون بأنه كان يجب أن يكون كذلك، وأشار إلى ملابسه الرديئة، وسأل عما إذا كان الأمر واضحًا.
لا توجد أي أوصاف مادية لأيٍ من الشخصيتين. ومع ذلك، يشير النص إلى أن فلاديمير ربما كان الأضخم. ذكّرت الجوانب الكوميدية الأخرى لشخصياتهم، الجماهيرَ الحديثة بـ لوريل وهاردي، اللذين لعبا دور المشردين في أفلامهم في بعض الأحيان. كتب جيرالد ماست في العقل الهزلي-الكوميديا والأفلام: «إنَ لعبة تمرير القبعة في مسرحية في انتظار غودو وعدم قدرة لاكي على التفكير من غير قبعته هو استنتاج لبيكيت من لوريل وهاردي (استبدال الهيئة بالجوهر والتغطية بالحقيقة». ثرثرَتُهُم، التي تشير إلى الأسلوب المميز للهايبرنو-إنجليش، تشير إلى أنهما إيرلنديان.
يقف فلاديمير منتصباً خلال أغلب المسرحية، في حين يجلس إستراجون مرات عديدة، وحتى يغفو. «إستراجون خامل، وفلاديمير مضطرب». ينظر فلاديمير إلى السماء ويتأمل في الأمور الدينية أو الفلسفية. ينتمي إستراجون «إلى الحجارة» وينشغل بالأشياء الدنيوية، وما يمكن أن يأتي ليأكله وكيف يخفف من آلامه الجسدية والمشاق. إنه مباشر وبديهي. يجد صعوبة في التذكر، ولكن يمكنه تذكر أشياء معينة عندما يضطر إلى ذلك. على سبيل المثال، عندما يسأل فلاديمير «هل تتذكر الأناجيل؟» يخبره إستراجون عن الخرائط الملونة للأرض المقدسة وأنه خطط لقضاء شهر العسل في البحر الميت. إن ذاكرته قصيرة المدى هي الأكثر ضعفاً وتشير إلى حقيقة أنه قد يعاني في الواقع من مرض ألزهايمر. كتب ألفاريز: «ربما كان نسيان إستراجون هو ما يربط علاقتهما ببعضهما. إنه ينسى باستمرار، ويذكره فلاديمير باستمرار بينما يمضيان الوقت».

## وصلات خارجية
- في انتظار غودو - تحليل أديب كمال الدين
- مجلة شرفات - وزارة الثقافة السورية
- الترجمة العربية على يوتيوب